# Il profeta (film 1968)
Il profeta è un film commedia italiano del 1968 diretto da Dino Risi.

## Trama
Pietro Breccia è un uomo che da tempo ha deciso di abbandonare la civiltà diventando un eremita, lasciandosi alle spalle il logorio della vita moderna, il consumismo, e tutte le inutilità della civiltà dei consumi. Da anni vive in solitudine sul monte Soratte, in provincia di Roma. Un giorno viene scovato da una troupe televisiva, che fiutando lo scoop, decide di documentare il curioso eremitaggio dell'uomo.
Da quel momento per Breccia finisce la pace. Suo malgrado viene risucchiato in società, dato che l'improvvisa notorietà, la quale ha svelato la sua identità passata, lo costringe a scendere dal monte per rispondere davanti alla giustizia del mancato versamento delle tasse durante gli anni di eremitaggio.
Durante il soggiorno in città, Breccia viene sedotto da Maggie, una giovane hippy dalla sessualità molto disinibita, che lo induce a infrangere il voto di castità tanto strenuamente mantenuto nel corso degli anni. In aggiunta, un individuo senza scrupoli cerca in tutti i modi di sfruttare la bizzarra storia dell'uomo per ricavarne profitti economici.
Alla fine Breccia si fa convincere a lucrare sulla propria fama, rinnegando i suoi principi filosofici e aprendo infine un ristorante nella capitale.

## Colonna sonora
La colonna sonora del film, composta e arrangiata dal maestro Armando Trovajoli, è stata utilizzata per un certo periodo come sigla iniziale del ciclo Cinema del canale televisivo Canale 5.